# تالاب عشق‌آباد
تالاب عشق‌آباد در ۲۵ کیلومتری مرکز شهرستان ری، و در دو کیلومتری روستای عشق‌آباد در جادهٔ ورامین در بخش «قلعه نو» شهرستان ری در استان تهران قرار دارد. این تالاب چهارگوش و از نوع فصلی به طول حدود ۷۰۰ متر است که در ارتفاع ۹۶۰ متری از سطح دریا قرار دارد. حجم آب در فصول مختلف تغییر می‌کند. با این که وسعتی اندک دارد ولی پناهگاه پرندگان بومی، عبوری و مهاجر است.
این تالاب بزرگترین کارگاه پرورش ماهیان گرمابی استان تهران می باشد و به دلیل موقعیت جغرافیایی مناسب به زیستگاهی مناسب برای پرندگان مهاجر تبدیل گردیده، به همین دلیل یکی از مراکز بسیار عالی برای پرنده نگری در حاشیه تهران است و تاکنون ۱۵۱ گونه پرنده از این تالاب مشاهده شده‌است که از این میان، ۱۵ گونه شکاری، ۱۲ گونه مرغابی و ۲۵ گونه سلیم و آبچلیک است. بیشتر پرندگان تالاب از راستهٔ گنجشکسانان از جمله کلاغ ابلق، زاغی، کلاغ سیاه، گنجشک خانگی، دم جنبانک ابلق، قمری خانگی، کبوتر چاهی، سنقر تالابی، کورکور سیاه، آبچینک، حواصیل خاکستری، حواصیل سفید، خروس کولی، سلیم، خوتکا، قار، چلچله، چکاوک، اردک، سینه سرخ، سار معمولی، چنگر نوک سرخ، پرستوی دریایی، قرقی و سنگ چشم دم سرخ هستند. پوشش گیاهی حاشیهٔ تالاب، گیاه نی است و حجم آب تالاب در فصول مختلف تغییر میکند.
گیاهان اطراف تالاب شامل قیچ، اسفند؛ جگن، چمن شور ساحلی، چمن شور پاگربه، خارشتر، شکر تیغال، درمنه، گندمک و غیره است.
از دوزیستان تنها یک گونه قورباغه با نام قورباغهٔ باتلاقی، و از خزندگان میتوان به لاکپشت خزری، مار چلیپر در تالاب، و گرزه مار، اسکینک علفزار، سوسمار چشم ماری و آگامای دشتی در اطراف تالاب اشاره کرد. سایر جانوران اطراف تالاب عبارتند از: روباه، شغال، خرگوش و انواع جوندگان.
این تالاب و زمینهای اطراف آن ملک شخصی میباشد و توسط بخش خصوصی اداره می گردد. 